# Edwin Nil
Edwin Ludwig Nil (* 16. August 1833 in Gadmen; † 3. Oktober 1893 in Kirchberg) war ein Schweizer evangelischer Geistlicher.

## Leben
Edwin Nil war der Sohn des Pfarrers Rudolf Ludwig Nil und dessen Ehefrau Nanette (geb. Schachtler).
Er immatrikulierte sich an der Universität Bern und studierte in der Folge an den Universitäten Heidelberg, Berlin, Jena und Halle Theologie; zu seinen Kommilitonen gehörten unter anderem auch der spätere Maler Albert Anker und der Pfarrer Eduard Langhans, mit dem er sich 1866 im Leitfadenstreit auseinandersetzte.
1862 wurde er Pfarrer in Huttwil, bis er 1867 Pfarrer in Kirchberg wurde.
Er war Mitglied der bernischen Kirchensynode und des Synodalrats.

## Geistliches und schriftstellerisches Wirken
Im Apostolikumsstreit trat Edwin Nil als Vermittler und gilt als Mitgründer der innerkirchlichen Gruppierung Mitte und deren Zeitschrift Volksblatt: Mitteilungen aus Kirche und Schule (1869–1771). Auch an den Anfängen der Zeitschrift saemann hatte er einen massgeblichen Anteil.
Im Leitfaden-Streit um das von Eduard Langhans publizierte Werk Die heilige Schrift rief Nil mit seiner Publikation Waffen zur Rechten und zur Linken 1866 zur Versöhnung auf.
Nil verfasste im Auftrag des Synodalrats einen Rechenschaftsbericht über die kirchlichen Verhältnisse der Jahre 1886 bis 1890. Er äusserte sich in dem Bericht zu den Freikirchen und Sekten, die durch verschiedene kirchliche Initiativen am Eindringen gehemmt wurden. Bei diesen Initiativen handelte es sich unter anderem um zusätzliche Gottesdienste in Schulhäusern und abgelegenen Dörfern, Bibelstunden während der Woche, Vorträge über Kirchengeschichte und soziale Fragen, Missionsfeste, Bezirksfeste, kirchliche und religiöse Zeitschriften, und nicht zuletzt das neue Kirchengesangbuch. Das religiöse Leben wird in seiner ganzen landeskirchlichen Vielfalt dargestellt, er beschreibt aber auch die Armut und die ungelöste soziale Frage.

## Familie
Edwin Nil war seit 1863 in erster Ehe mit Rosalie (geb. Geiser) und seit 1876 mit Louise Pauline, Tochter des Pfarrers Johannes Walther (1811–1879), in zweiter Ehe verheiratet. Mit seiner zweiten Ehefrau hatte er 6 Kinder:
- Bertha Nil (1878–1952). Sie führte später eine Pension.
- Maria Elisabeth Nil (1879–1947). Sie heiratete den Grönlandforscher Alfred de Quervain.[5]
- Walther Nil-Guyer (1880–1961), Pfarrer in Trub
- Rösli Nil (1882–1938), Lehrerin an der Zurlindenschule in Bern
- Eugen Nil-Elsässer (1883–1968), Ingenieur in Meiringen
- Martin Nil (1887–1949), Pfarrer in Grindelwald

## Schriften (Auswahl)
- Waffen zur Rechten und zur Linken. K.J. Wyss, Bern 1866.
- Der neue Todtentanz, oder, Die verbesserte Branntweinwaage. Bern 1883.
- Bericht über das kirchliche, religiöse und sittliche Leben der bernischen Landeskirche in den Jahren 1886–1890. Stämpfli, Bern 1890.